# Леонид (Солдатов)
Епископ Леонид (в миру Степан Геннадьевич Солдатов; род. 8 июля 1984, Алапаевск, Свердловская область) — архиерей Русской православной церкви, епископ Аргентинский и Южноамериканский. Врач-хирург.
Тезоименитство — 16 (29) апреля (память мученика Леонида Коринфского).

## Биография
Степан Солдатов родился 8 июля 1984 года в семье рабочих в городе Алапаевске Свердловской области. Крещён в младенчестве в храме Святой Великомученицы Екатерины города Алапаевска.
С 1995 года начал нести послушания в строящемся мужском монастыре Алапаевска, алтарничал на подворье обители — в Екатерининском храме.
В 1999 году окончил среднюю школу № 2 города Алапаевска.
В 1999—2003 годах обучался в Алапаевском медицинском училище. В 2003—2009 годах обучался в Уральской государственной медицинской академии на лечебно-профилактическом факультете. В 2009—2011 годах обучался в клинической ординатуре по специальности хирургия.
С 2011 года — врач-хирург Алапаевской городской больницы.
В 2012 году преподавал предмет «Сестринское дело в хирургии» в Алапаевском филиале Свердловского областного медицинского колледжа.
С 2016 года — член совета по этике и деонтологии, с 2018 года — секретарь совета врачей Алапаевской городской больницы.
В 2011—2016 годах заочно обучался в Екатеринбургской духовной семинарии на пастырско-богословском факультете.
29 апреля 2012 года наместником монастыря Новомучеников и исповедников Церкви Русской города Алапаевска игуменом Моисеем (Пилатсом) пострижен в малую схиму с именем Леонид в честь мученика Леонида Коринфского.
3 июня 2012 года, в день Святой Троицы, в Свято-Троицком кафедральном соборе города Каменска-Уральского Свердловской области епископом Каменским и Алапаевским Сергием (Иванниковым) рукоположён в сан иеродиакона. 15 июля в Никольском храме посёлка Белокаменного тем же епископом был рукоположён в сан иеромонаха.
18 августа 2012 года назначен благочинным мужского монастыря Новомучеников и исповедников Церкви Русской города Алапаевска.
С 18 января 2013 года по 15 мая 2013 года — духовник женского монастыря в честь преподобномучениц великой княгини Елисаветы и инокини Варвары города Алапаевска.
С 18 февраля по 30 апреля 2014 года — благочинный Монастырского округа Каменской епархии, с 28 апреля по 12 октября 2014 года — благочинный вновь образованного Алапаевского благочиннического округа; с 12 октября 2014 года по 26 августа 2015 года — ответственный по взаимодействию Церкви и общества Каменской епархии. С 20 апреля 2015 года по 16 января 2016 года руководил реализацией проекта «Памяти великой княгини посвящается…» (победитель конкурса «Православная инициатива»).
С 2018 года — учащийся заочного библейско-богословского отделения магистратуры Санкт-Петербургской духовной академии.
С 21 июля по 8 октября 2018 года командирован в Екатеринбургскую епархию для несения послушания помощника исполняющего обязанности наместника мужского монастыря Святых Царственных Страстотерпцев в урочище Ганина Яма по общим вопросам.

### Архиерейство
28 декабря 2018 года решением Священного синода избран епископом Алапаевским и Ирбитским. 31 декабря за литургией в Николаевском Верхотурском мужском монастыре митрополитом Екатеринбургским и Верхотурским Кириллом (Наконечным) возведён в сан архимандрита. 3 января 2019 года в тронном зале храма Христа Спасителя в Москве состоялось наречение во епископа Алапаевского. 6 января в храме Христа Спасителя состоялась его епископская хиротония, которую совершили патриарх Кирилл, митрополит Екатеринбургский и Верхотурский Кирилл (Наконечный), архиепископ Сингапурский и Юго-восточно-азиатский Сергий (Чашин), архиепископ Егорьевский Матфей (Копылов), епископ Воскресенский Дионисий (Порубай), епископ Каменский и Камышловский Мефодий (Кондратьев), епископ Домодедовский Иоанн (Руденко), епископ Нижнетагильский и Невьянский Евгений (Кульберг), епископ Серовский и Краснотурьинский Алексий (Орлов). 8 января в Свято-Троицком соборе Алапаевска состоялось первое богослужение епископа Леонида.
11 марта 2020 года решением Священного синода избран епископом Аргентинским и Южноамериканским.

## Награды
Церковные:
- медаль преподобного Далмата Исетского I ст. (Шадринская епархия) (2019)[10][11]

Другие:
- медаль «Серебряный полумесяц» Духовного управления мусульман Свердловской области (Центральный муфтият) (2020)[10]